# Pernagera albanensis
Pernagera albanensis är en snäckart som först beskrevs av Cox 1868.  Pernagera albanensis ingår i släktet Pernagera och familjen Charopidae. Inga underarter finns listade i Catalogue of Life.